# Justizkanzlei (Königreich Hannover)
Justizkanzlei  war die Bezeichnung für die Gerichte zweiter Instanz im Königreich Hannover.

## Geschichte
Nach 1813 musste die Gerichtsorganisation im Königreich Hannover neu geordnet werden. An der Spitze stand das Oberappellationsgericht Celle, darunter wurden als Mittelgerichte 8 Justizkanzleien wieder eingerichtet (später kam die Arensbergische Justizkanzlei Haselünne hinzu). Darunter bestanden in der ersten Instanz 274 Untergerichte, davon 162 Ämter, 64 Patrimonialgerichte und 48 Magistrate. 
Nach der Revolution von 1848 wurde im Königreich Hannover die Rechtsprechung von der Verwaltung getrennt und die Patrimonialgerichtsbarkeit abgeschafft. Die Justizkanzleien wurden aufgehoben und durch Obergerichte ersetzt.

## Liste der Justizkanzleien
- Justizkanzlei Aurich
- Justizkanzlei Bentheim
- Justizkanzlei Celle
- Justizkanzlei Göttingen
- Justizkanzlei Hannover
- Justizkanzlei Hildesheim
- Justizkanzlei Osnabrück
- Justizkanzlei Stade
- Justizkanzlei Haselünne[2]